# إشعاع السماء المنتشر

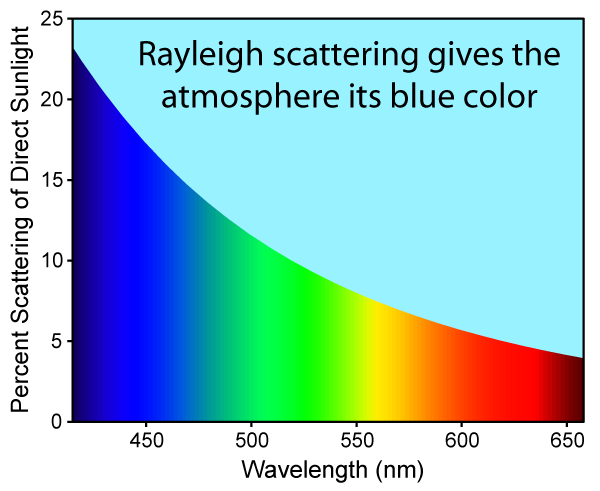
مقارنة في كفاءة التبعثر لأشعة الضوء من اللون الأزرق والأحمر للسماء.

إشعاع السماء المنتشر يحدث نتيجة تبعثر الإشعاع الشمسي الواصل إلى سطح الأرض بسبب الجزيئات والمستعلقات المتواجدة في الغلاف الجوي. ويدعى الضوء المنتشر في السماء أو استطارة الضوء أيضاً بضوء السماء أو تبعثر ضوء السماء أو إشعاع السماء وإليه يرجع التغير الحاصل في لون السماء. حيث يصل إلى سطح الأرض من المجموع الكلي لضوء الشمس إلى الأرض حوالي الثلثين فيصل بعد أن يكون قد تبعثر في السماء.
أهم عمليتي تبعثر تحدث في الغلاف الجوي هي تبعثر ريليه وتبعثر ماي، وهما عمليتان مرنتان حيث يتبعثر الضوء دون أن يمتص أو يحدث لهُ أي تغير في طولهِ الموج.